# Hilda Counts
Hilda Counts (1893-1989) fue una ingeniera eléctrica estadounidense y cofundadora de la Sociedad Estadounidense de Mujeres Ingenieras y Arquitectas. Fue la primera mujer en obtener un título en Ingeniería Eléctrica de la Universidad de Colorado.

## Biografía
Hilda Counts nació en 1893. Se diplomó en la Universidad de Colorado antes de trabajar como profesora de matemáticas y física en la escuela secundaria durante dos años. Luego regresó a la Universidad donde estudió ingeniería eléctrica. Se graduó en 1919 como la primera mujer en hacerlo con esa licenciatura. Counts comenzó a trabajar en Westinghouse Electric Corporation hasta que decidió regresar nuevamente a la Universidad para obtener un título superior. Sin embargo, se casó con Arthur T. Edgecomb y se retiró durante varios años.
Counts regresó al trabajo después de una brecha de catorce años y trabajó en la Administración de Electrificación Rural en Washington D. C.. Se jubiló oficialmente en 1963 pero permaneció involucrada en el trabajo hasta los 80 años. Counts murió en 1989.

## Organizaciones profesionales
Cuando Counts trabajó con Lou Alta Melton, para crear una Sociedad Estadounidense de Mujeres Ingenieras y Arquitectas, escribieron a todas las universidades estadounidenses con departamentos de ingeniería para averiguar cuántas mujeres eran estudiantes. Las respuestas fueron notables por el alto número de ellas que decía "esta universidad no tiene y nunca espera tener mujeres estudiantes de ingeniería". A pesar del gran número de respuestas negativas, resultó que había unas 200 mujeres estudiantes en cursos de ingeniería. Así que las dos mujeres anunciaron el establecimiento de la asociación, con el apoyo de su compañera de estudios de ingeniería Elsie Eaves y varias mujeres se unieron en 1919 a 1920.
A largo plazo, la asociación no duró, pero fue el antecedente de la Sociedad de Mujeres Ingenieras de Estados Unidos. Counts se centró en la creación y mantenimiento de tal organización y en la educación de las mujeres en ingeniería. Estuvo involucrada en la fundación de la SWE. Counts también estaba en el Consejo de la Sociedad de Ingenieros Profesionales del Distrito de Columbia. La Society of Women Engineers tiene una beca a su nombre, The Pioneer Scholarship, establecida en memoria de Hilda Counts, Elsie Eaves y Lou Alta Melton.